# Lane Crawford
Lane Crawford is een keten van luxe warenhuizen in Hongkong en China.
De onderneming werd opgericht in 1850 in Hongkong door de twee Schotten Thomas Ash Lane and Ninian Crawford.
Lane Crawford heeft negen winkels met een verkoopoppervlakte van in totaal meer dan bijna 55 duizend vierkante meter. Het betreft drie warenhuizen in Hong Kong, twee in Beijing, een in Shanghai, een in Chengdu en de twee Lane Crawford Home winkels, die design meubilair en woonaccessoires verkopen. Daarnaast is er een webwinkel.
Lane Crawford is een onderdeel van The Lane Crawford Joyce Group, een fashion retail en brand management groep in Azië. Andere onderdelen van de groep zijn de kledingwinkels 'Joyce Boutique', de 'Pedder Groep' met mode, schoenen, handtassen en accessoires en de retail, brand management en distributieonderneming Imaginex.